# Mossbank (Shetland)

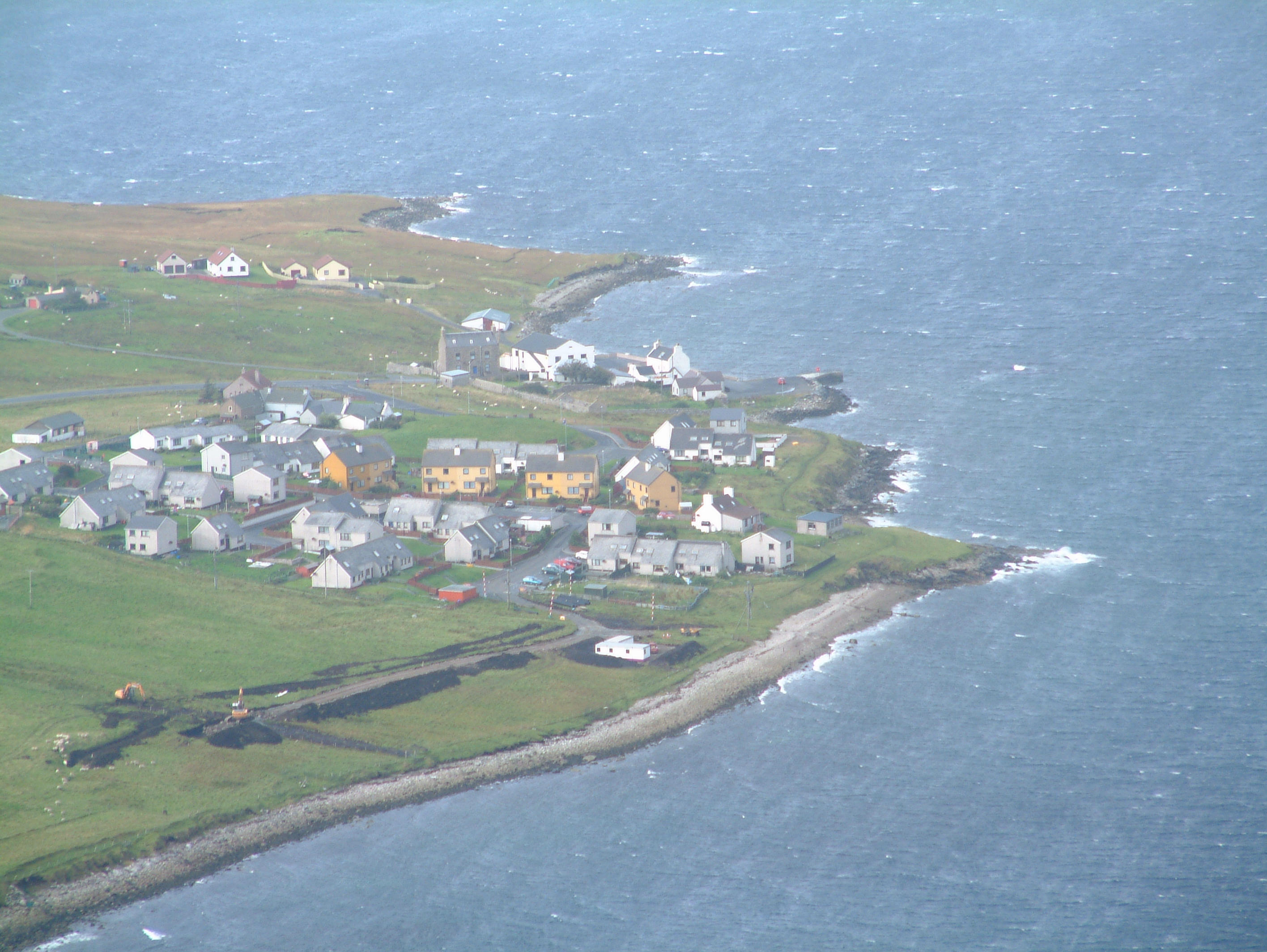
Mossbank aus der Luft

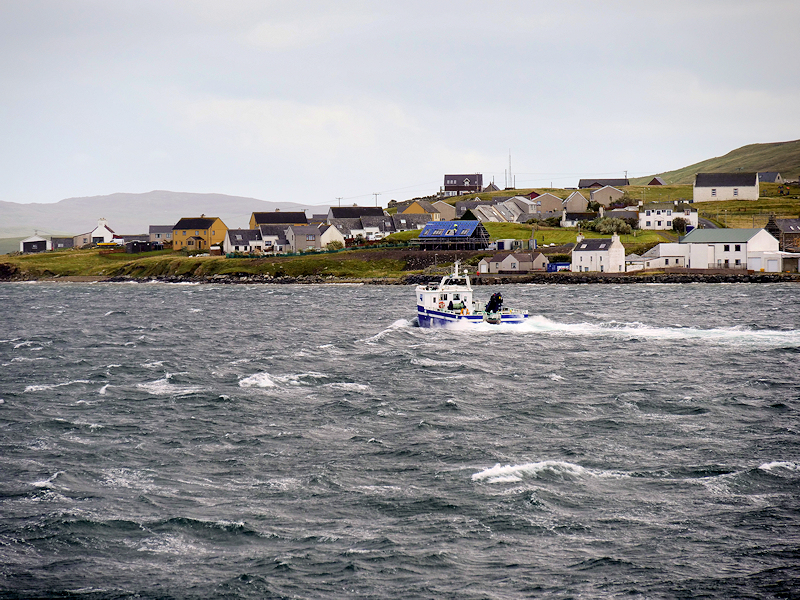
Blick auf Mossbank vom Meer

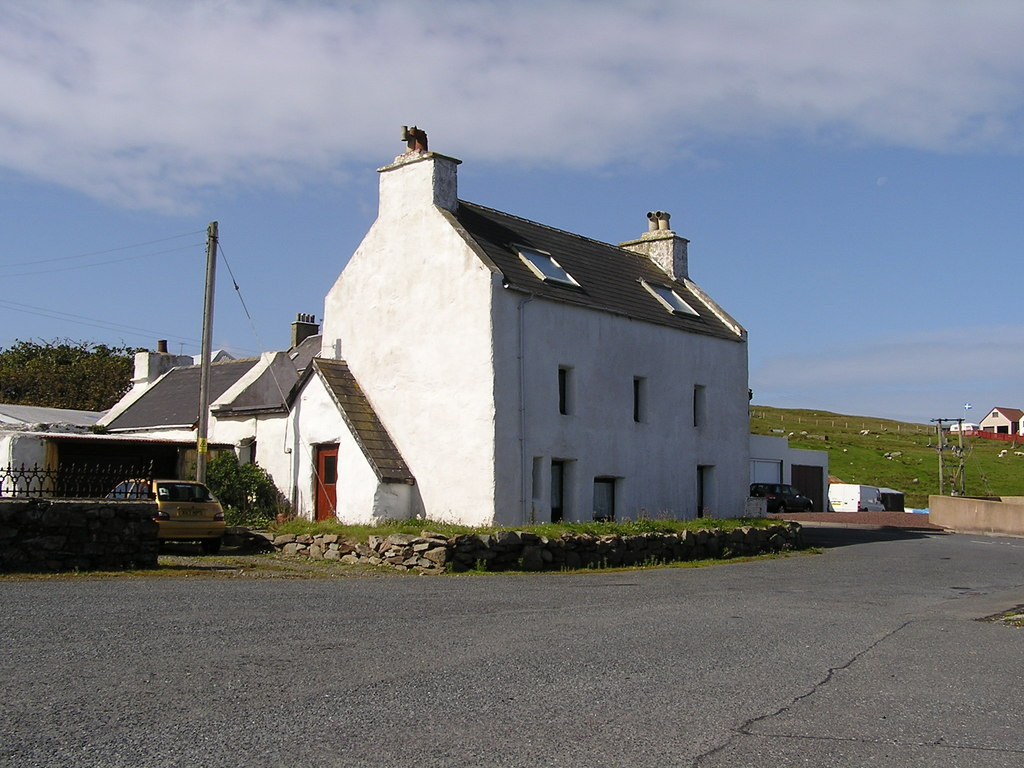
Das Haus Mossbank Haa

Mossbank ist eine Ortschaft, die in Schottland im Norden der Shetlandinseln liegt.

## Geographie
Mossbank liegt in der Nähe der nördlichen Küste von Mainland am östlichen Ende der Halbinsel Burra Ness am nördlichen Ufer der Meeresbucht Firths Voe. Überragt wird der Ort vom 92 Meter hohen Hill of Lee. Im Meer befindet sich, im Nordosten, die Insel Samphrey in der Nähe.

## Historisches
Im Rahmen der historischen Gliederung Schottlands in Civil Parishes zählt Mossbank zu Delting. Im Ort sind drei Gebäude als Listed Building in unterschiedlichen Kategorien eingestuft worden. Diese sind das Haus Erlangen, die Mossbank Bod sowie die Mossbank Haa.

## Verkehr
In Mossbank hatte es eine Fähre auf die Insel Yell gegeben. In den 1950 Jahren war sie auf einen, weiter nördlich, neu geschaffenen Hafen in Toft verlegt worden.